# کولی کانته
کولی کانته (انگلیسی: Koly Kanté؛ زادهٔ ۱۱ نوامبر ۱۹۸۲) بازیکن فوتبال اهل مالی بود.
وی همچنین در تیم ملی فوتبال مالی بازی کرده است.